# 王启刚
王启刚（1934年6月—2009年9月24日），男，湖北人，中华人民共和国政治人物，曾任中共郧阳地委书记，湖北省政协副主席，中共十二大、十三大、十四大代表。